# Dolany (district de Náchod)
Pour les articles homonymes, voir Dolany.
Dolany (en allemand : Dolan) est une commune du district de Náchod, dans la région de Hradec Králové, en République tchèque. Sa population s'élevait à 661 habitants en 2022.

## Géographie
Dolany se trouve à 4 km au nord-est de Jaroměř, à 16 km à l'ouest-sud-ouest de Náchod, à 22 km au nord-nord-est de Hradec Králové et à 114 km à l'est-nord-est de Prague.
La commune est limitée par Chvalkovice au nord, par Velký Třebešov et Říkov à l'est, par Rychnovek au sud-est et au sud, par Jaroměř au sud-ouest, par Heřmanice à l'ouest et Vlčkovice v Podkrkonoší au nord-ouest.

## Histoire
La première mention écrite de la localité date de 1654.

## Administration
La commune se compose de cinq sections :
- Dolany
- Čáslavky
- Krabčice
- Sebuč
- Svinišťany

## Galerie

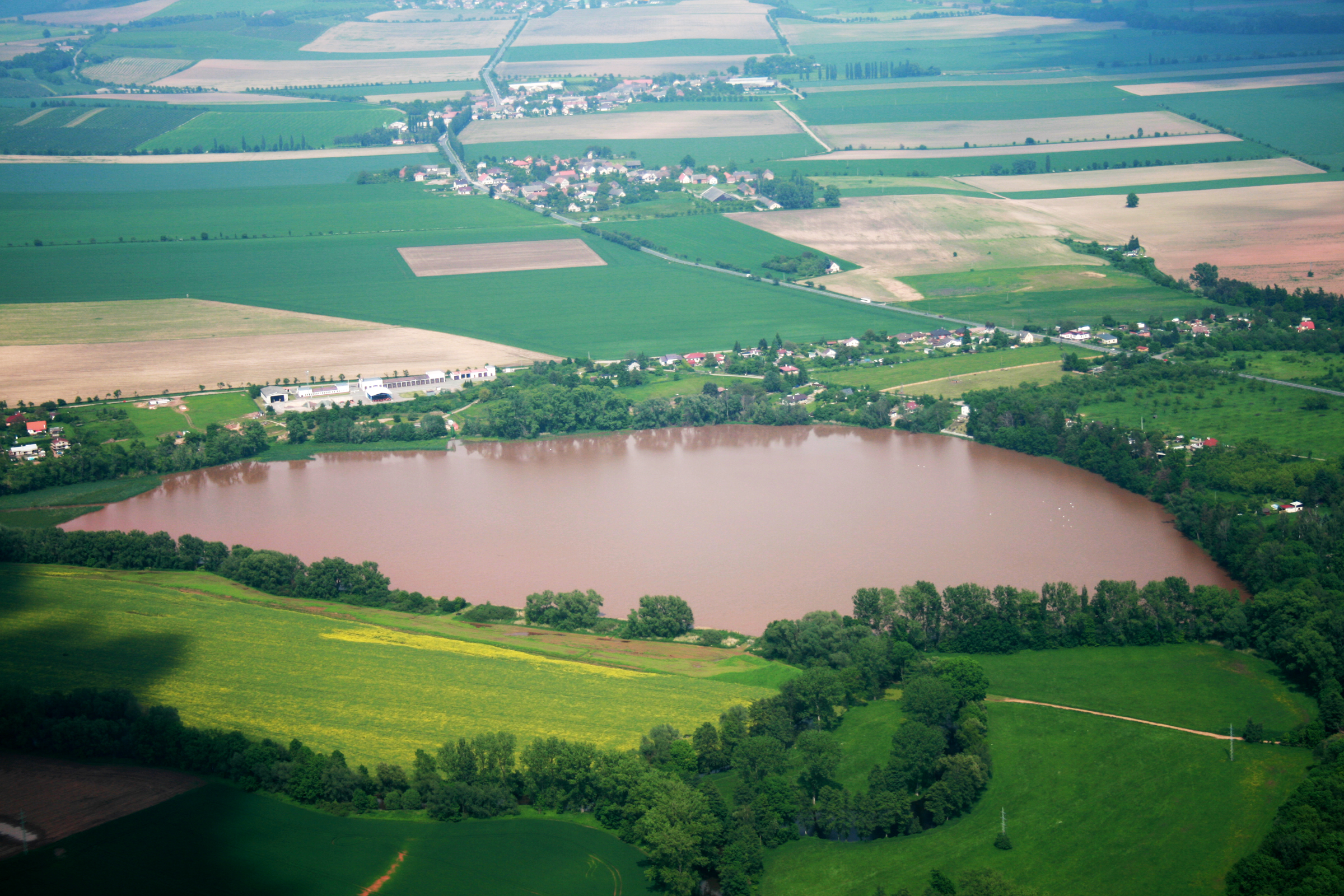
Étang de Jaroměř.
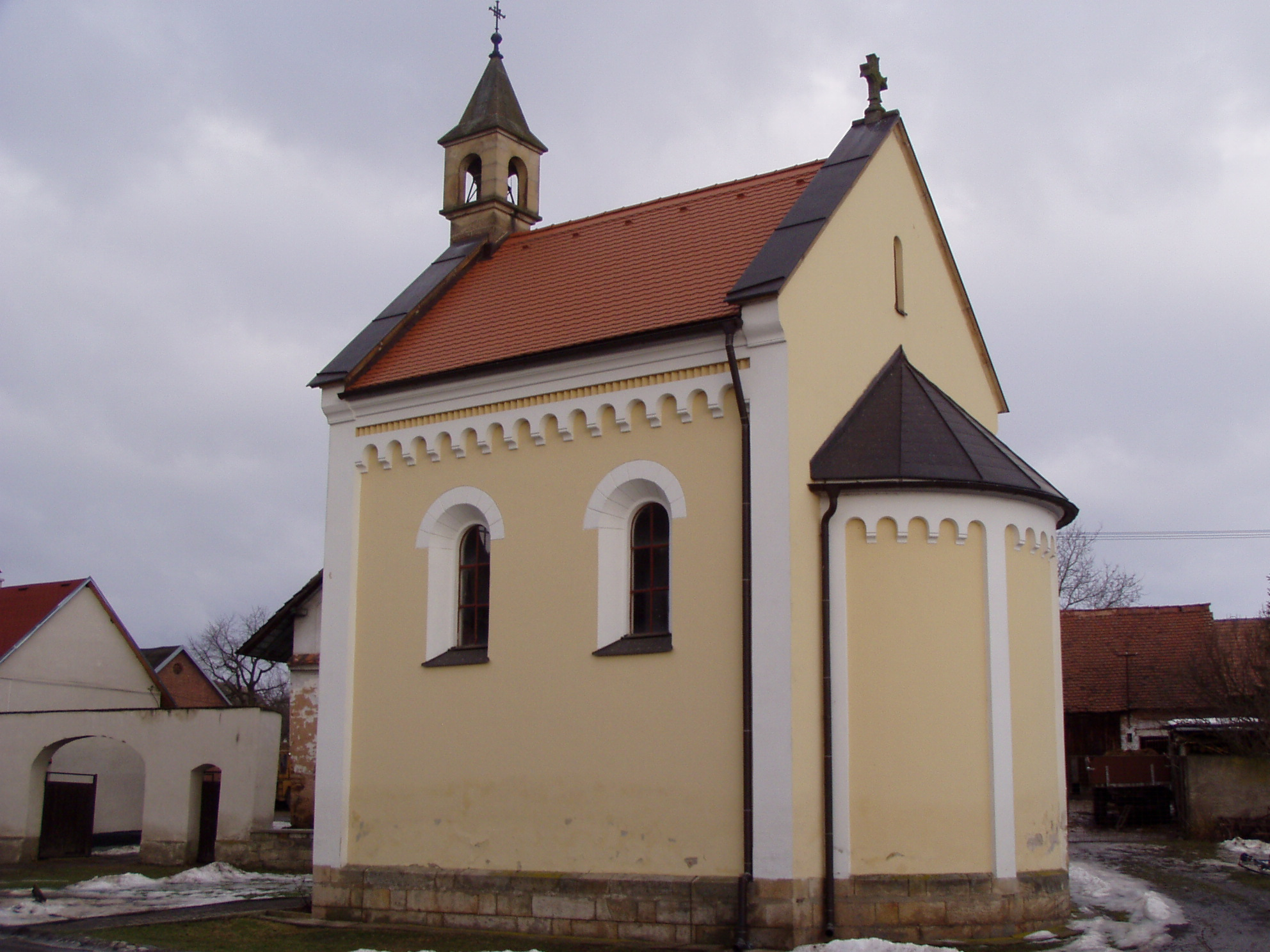
Chapelle de la Visitation.

## Transports
Par la route, Dolany se trouve à 4 km de Jaroměř, à 18 km de Náchod, à 28 km de Hradec Králové et à 141 km de Prague.